# Netopýr pobřežní
Netopýr pobřežní (Myotis dasycneme) je středně veliký letoun z čeledi netopýrovitých a jeden z druhů netopýra obývající Česko.

## Výskyt ve světě
Netopýr pobřežní žije v Nizozemsku, Polsku, jižní Ukrajině, Moldávii a západní Sibiři. Přes zimu bývá v jeskyních, které ale v těchto oblastech nejsou. Proto se na zimu pravidelně vydává do sousedních horských oblastí. Občas zavítá i na Slovensko či na české území. Naopak v létě je tento druh netopýra úzce vázaný na nížiny, kde se vyskytuje pomalu tekoucí nebo stojatá voda a bažiny.

## Výskyt v Česku
Tento netopýr je jedním z nejvzácnějších na území Česka a je silně ohroženým druhem. V zimě u nás nachází v jeskyních, například v Adršpašských skalách, v Jizerských horách, Krkonoších a Moravském krasu.

## Popis těla
Srst má šedohnědou barvu, na břiše je šedobílá. Zajímavá je noha s prodlouženými prsty, která je volná díky tomu, že boltec má na vnějším okraji slabý výřez a okraj křídelní blány dosahuje jen k patě. Vnitřní strana ocasní blány je porostlá šedohnědými chlupy. Maximální délka těla je kolem 73 mm. Váží až 18 gramů a délka ocasu dosahuje až 53 mm.

## Způsob života
Kolonie samiček, které čítají od pěti až ke stovce kusů, se v létě nacházejí na půdách budov (např. v hradech, zámcích, farách, někdy i v obytných domech), kde můžeme odhalit jejich úkryty ve štěrbinách pod střešní krytinou, ve štěrbinách kolem oken či za okenicemi. Samičky ale mohou sídlit i v dutinách stromů. Samečci a mladé kusy jsou nalézány například v ptačích budkách. Žádná hnízda jako ptáci si nestaví. Zimu netopýr pobřežní přečkává především v podzemních prostorách. Rodiče své mládě mezi tisíci jiných mláďat v kolonii najdou pomocí zvuků, které malí netopýři vydávají hned po narození. Holé a slepé mládě vydává zvuky, které si jeho matka zapamatuje a pokaždé ho najde. Úplně malá mláďata netopýra jsou stále přitisknuta k matce. Po několika dnech matka své mládě opustí a vydává se za potravou. Asi za měsíc už mládě dokáže létat, ale ještě půl roku se živí mateřským mlékem. Jelikož loví nad hladinami vod stejně jako netopýr vodní, můžeme si tyto dva druhy snadno splést. Když se ale více zaměříme na jejich rozdíly, zjistíme, že netopýr pobřežní je o něco větší, má zřetelně světlejší zbarvení a potravu loví odlišným způsobem než netopýr vodní. Nejvyšší zjištěný věk netopýra pobřežního je 26 let a 6 měsíců.

## Ohrožení
Netopýr pobřežní je kriticky ohrožený druh. Pokud bude ubývat mokřadů a budou se uzavírat podzemní oblasti v Česku, nebude se u nás tento druh vyskytovat už vůbec. Mělo by se proto zachovat dostatečně mnoho dutých stromů, mokřadů a jeskyní.

## Potrava
Dospělý netopýr pobřežní loví hmyz za svého přímého a jistého letu těsně nad hladinami vod. Největší pochoutkou jsou pro něj pakomáři a chrostíci. Kořist chytá přímo za letu, jiní netopýři mohou svoji potravu konzumovat až ve svých jeskyních. Aby netopýři omezili své lovecké schopnosti a techniku, čekají na shlukování komárů do „mračen“ nebo na výlety chroustků. Kořisti se jim v tomto shromáždění loví mnohem lépe a s výrazně menší námahou. Pokud netopýr loví hmyz kolem pouličních lamp, může si z množství poletujících kořistí vybrat tu, která je pro něj nejlepší (má optimální velikost a netopýr s ní nemá tolik práce). Tento způsob lovu ale vyžaduje určitou zkušenost a zdatnost, kterou se musejí netopýři naučit během svého života. Mláďata si tedy potravu nevybírají tak jako dospělci. Proto je jejich potravní spektrum mnohem pestřejší než u dospělých jedinců. Ovšem někdy i dospělci nemají při lovu štěstí na své pochoutky, a tak se uchylují k tomuto způsobu. Chytají tedy takový hmyz, kterým by se jindy ani nezabývali. Netopýři tedy při lovu uplatňují tzv. potravní selektivitu. Což znamená, že jednotlivé druhy mají oblíbenou potravu, které dávají přednost. A naopak mají i vymezený druh hmyzu, který jim nechutná nebo je pro ně dokonce nepoživatelný.